# Seznam slovenskih tubistov
Seznam slovenskih tubistov.

## G
Boris Gruden (1942–2002)

## J
Damjan Jureš -

## K
Uroš Košir - Igor Krivokapič - Goran Krmac -

## R
Darko Rošker -

## U
Blaž Umek -

## V
Uroš Vegelj - Rok Vilhar -

## Ž
Janez Žnidaršič -